# Паварини, Никола
Нико́ла Павари́ни (итал. Nicola Pavarini; 24 февраля 1974, Брешиа, Италия) — итальянский футболист, вратарь.

## Карьера
Паварини начал футбольную карьеру в «Брешии». В основном составе команды он дебютировал в сезоне 1996/97. До 2000 года итальянский вратарь трижды был в аренде: он играл за «Пергокрему» из Серии С2, за «Гуальдо» и «Чезену» из Серии С1.
Летом 2001 года Паварини перешёл в клуб «Ачиреале». В нём вратарь провёл два сезона, после чего перебрался в «Ливорно», где заменил ушедшего в аренду Марко Амелию. Летом 2004 года Никола Паварини подписал контракт с «Реджиной», которая выступала в высшем дивизионе страны. За два сезона вратарь провёл 42 матча в Серии А. В июне 2006 года Паварини перешёл в другой клуб итальянского чемпионата — «Сиену», но ни разу не выходил на поле в его составе. В январе 2007 года он был арендован командой «Лечче», игравшей в Серии B.
В августе 2007 года Никола Паварини подписал контракт с «Пармой». В 2008 году после ухода из команды Луки Буччи он стал основным вратарём в команде. В сезоне 2008/09 Паварини помог «Парме» подняться из Серии В в Серию А, проведя за клуб 38 матчей. Но с приходом в команду Антонио Миранте в сезоне 2009/10 он потерял место в основе. Сейчас Паварини является запасным вратарём «Пармы».

## Достижения
«Брешиа»
- Победитель Серии В: 1997

«Ливорно»
- 3-е место в Серии В: 2004

«Парма»
- 2-е место в Серии В: 2009